# ISimangaliso Wetland Park
L'iSimangaliso Wetland Park si trova sulla costa orientale di KwaZulu-Natal, in Sudafrica, circa 275 chilometri a nord di Durban (28°00′00″S 32°30′00″E). È la terza più grande area protetta del Sudafrica e si estende su 280 km di costa, dal confine con il Mozambico a nord all'estuario del Santa Lucia a sud, ed è formato da 3.280 chilometri quadri di un incontaminato ecosistema gestito dalla Ezemvelo KZN Wildlife. Il parco comprende la riserva di Santa Lucia, il parco di False Bay, la riserva marina di Santa Lucia, il parco nazionale di Sodwana Bay National Park, la riserva marina di Maputaland, Cape Vidal, Ozabeni, Mfabeni, l'area selvaggia di Tewate e la riserva di Mkuze.
Il parco era noto in precedenza con il nome di Greater St. Lucia Wetland Park, ma è stato rinominato dal 1º novembre 2007. Il termine 'isimangaliso', in lingua zulu, significa 'una meraviglia'.

## Ecosistema

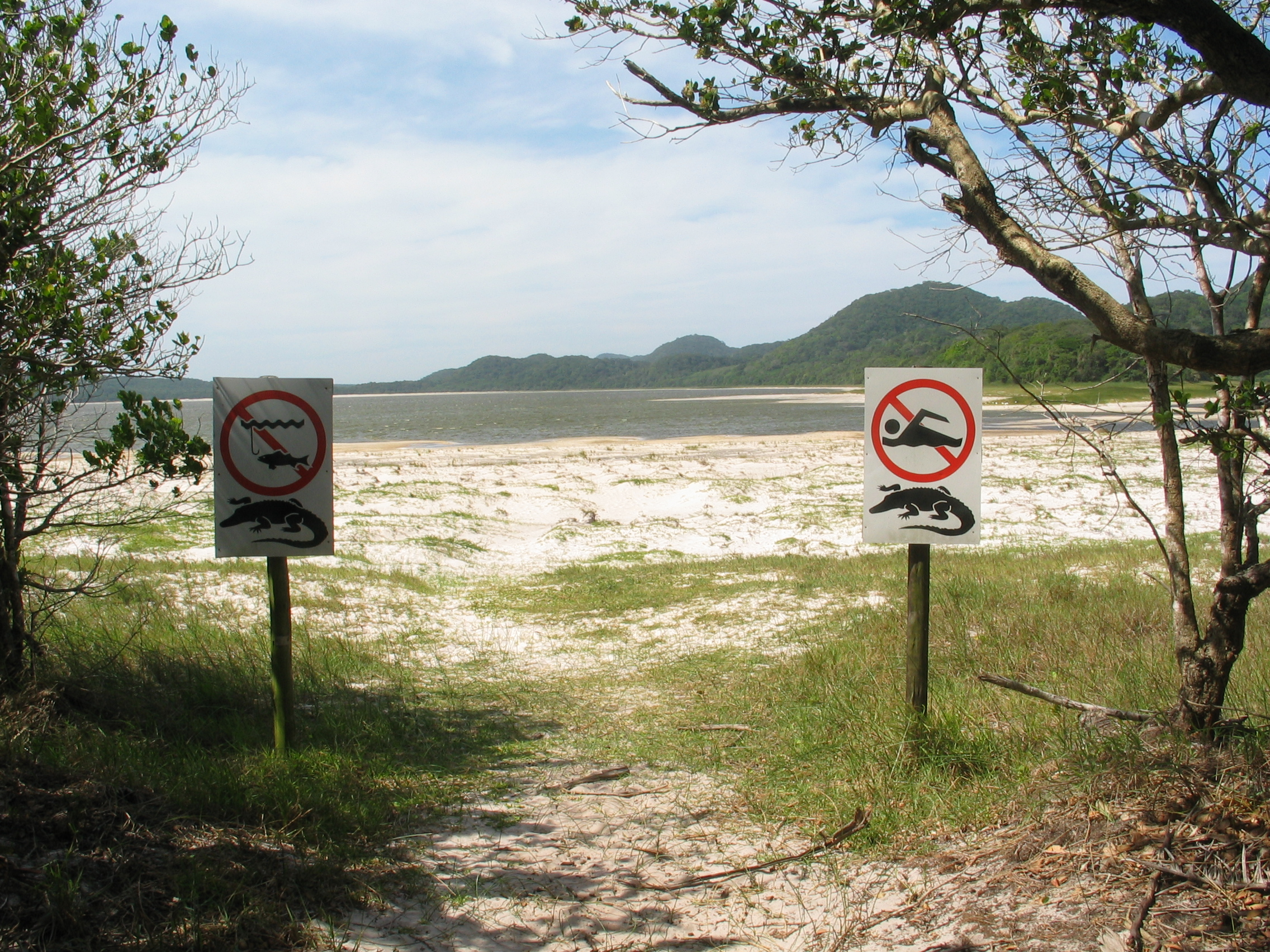
Nelle acque del lago c'è il divieto di pesca e balneazione.

Come molti altri estuari marini, l'iSimangaliso Wetland Park ospita diverse specie animali che rispecchiano la concentrazione di differenti ecosistemi creati dalla variazioni di salinità stagione per stagione, anno per anno e tra un punto e l'altro del parco. L'estuario è il più grande dell'Africa e si vanta, tra le altre attrazioni, delle più vaste dune forestali che raggiungono i 180 metri. Le paludi lungo le rive del lago vengono riempite dall'acqua che filtra tra le dune, creando un rifugio per le forme di vita marine abituate all'acqua dolce quando la salinità è troppo alta.
Il parco è composto da cinque ecosistemi. Questi ecosistemi sono totalmente indipendenti l'uno dall'altro, ma si integrano a vicenda:
- Sistema marino: caratterizzato dal caldo oceano Indiano, contiene le barriere coralline più meridionali dell'Africa, così come canyon sottomarini e lunghe spiagge sabbiose.
- Spiagge orientali: un sistema di dune costiere composto da dune lunghe e lineari e da foreste sub-tropicali, prati erbosi e paludi.
- Sistema lacustre: i due laghi di Santa Lucia e Kosi Bay, oltre ai quattro laghi dolci di Sibhayi, Ngobezeleni, Bhangazi nord e Bhangazi sud.
- Paludi di Mkhuze e Umfolozi: foreste paludose ed ampi campi di canne e papiri.
- Spiagge occidentali: le antiche spiagge a terrazze e gli asciutti territori della savana.

## Natura
Nonostante sia meno conosciuto di altri parchi africani quali il Kruger National Park ed il Delta dell'Okavango, il St. Lucia ospita più specie e, per alcune di queste, l'habitat presente è l'ideale. Queste specie comprendono pellicani dalla schiena bianca e dalla schiena rosa, fenicotteri maggiori e minori, aquile pescatrici del Madagascar e altre 530 specie di uccelli. È presente anche la più grande colonia di ippopotami dei parchi sudafricani. Gli elefanti vennero introdotti nel 2001. Due specie di tartarughe marine utilizzano la spiaggia come deposito per le uova. La riserva costiera non include solo le spiagge ma anche le barriere coralline che si trovano al largo, e la migrazione delle megattere passa davanti a queste coste. È uno dei pochi parchi africani in cui è possibile vedere insieme ippopotami, coccodrilli e squali. Infatti il parco ospita 1.200 coccodrilli del Nilo e 800 ippopotami.
Il parco è anche famoso per essere la sede della latimeria, un pesce appartenente ad un gruppo sistematico noto agli scienziati grazie ai resti fossili (i celacanti, del gruppo dei pesci Sarcopterigi), che si credeva estinto finché un esemplare non restò impigliato nella rete di un peschereccio nel 1938. Gli scienziati hanno trovato altri esemplari di questo pesce in ambienti marini profondi e rocciosi, ma è ancora un pesce raro e, per questo motivo, considerato specie a rischio e protetto a livello internazionale. Il 27 novembre 2000 tre esemplari di latimeria vennero fotografati in un canyon sottomarino al largo delle coste di Saldanha Bay, all'interno della riserva di Santa Lucia.

## Storia
Il primo nome del St. Lucia fu, nel 1554,  "Rio de la Medaos do Oura" ("Fiume dalle dune d'oro") dai sopravvissuti della nave portoghese Saint Benedict. In quel periodo il fiume Tugela era l'unico affluente conosciuto del Santa Lucia. Il 13 dicembre 1575, giorno della festa di Santa Lucia, Manuel Peresterello coniò il nuovo nome di Santa Lucia.
- Nel 1822, St. Lucia venne proclamato parte del Regno Unito
- Nel 1895, venne inaugurata la riserva di St. Lucia, 30 km a nord della città
- Nel 1971, il lago St. Lucia, le tartarughe e le barriere coralline di Maputaland furono elencate nella "Convenzione internazionale relativa alle Zone Umide di importanza internazionale, soprattutto come habitat degli uccelli acquatici" (meglio nota come Convenzione di Ramsar).
- Nel dicembre 1999 l'iSimangaliso Wetland Park venne dichiarato patrimonio dell'umanità dall'UNESCO
- Nel novembre 2007 è ufficialmente rinominata Santa Lucia iSimangoliso e il nuovo nome è stato registrato nella lista del patrimonio dell'umanità dall'UNESCO